# Así son las cosas
Así son las cosas fue un programa de televisión emitido por la cadena española La 1 de Televisión Española entre 1997 y 2002. Fue presentado por Manuel Giménez. En septiembre de 2002 el programa se integró como sección en el magacín Por la mañana, de Inés Ballester. 

## Formato
El programa nace a principios de 1997, tras la cancelación, por sus escasos índices de audiencia del magacín que conducía la presentadora Laura Valenzuela Mañanas de Primera. Así son las cosas fue un espacio centrado fundamentalmente en temas de actualidad, en especial la denominada crónica de sucesos, pero también cocina, horóscopo, hogar, belleza o asesoría legal. Contó con colaboradores como la periodista especializada en temas de criminología Margarita Landi, así como Jaime Font, Toni Santamatías, Norma Andrea, Ana Belén Roy y Pedro Palencia.

## Audiencias
Durante sus años de emisión, el programa mantuvo una buena cuota de pantalla, que, en 2000 se situaba en el 25,7% de cuota de pantalla acumulado, desde el inicio de emisiones.